# Liberman Agámez
Liberman Cristhofer Agámez Urango (Apartadó, 15 de fevereiro de 1985) é um voleibolista indoor colombiano atuante na posição de oposto, com marca de alcance de 377 cm no ataque e 355 cm no bloqueio, conquistou  a medalha de prata nos Jogos Centro-Americanos e do Caribe de 2018 na Colômbia. Em clubes foi vice-campeão da edição da Copa CEV de 2008-09 na Grécia, vice-campeão da Challenge Cup CEV de 2010-11 e semifinalista na Liga dos Campeões da Europa de 2011-12 na Polônia.

## Carreira
A trajetória com a prática de voleibol de Liberman iniciou em Valle del Cauca no ano de 2001 e permaneceu até o ano de 2004 quando se transferiu para o voleibol europeu, quando foi contratado pelo A.E. Nikaias e finalizou na sétima posição na Liga A1 Grega 2004-05 e em 2005 teve passagem pelo clube grego A.O. Paukratiou terminando em quinto lugar na Liga A1 Grega.
Foi convocado para a Seleção Colombiana em 2005 e disputou o Campeonato Sul-Americano realizado em Lages, ocasião que finalizou na quarta colocação e ta,bém disputou a XVI edição dos Jogos Bolivarianos neste mesmo ano, realizados nas cidades de Armênia e Pereira, ocasião da conquista da medalha de prata.
Na temporada 2006-07 foi anunciado como reforço do Panathinaikos A.O permanecendo até a jornada 2009-10 sagrou-se vice-campeão da Liga A1 Grega nas temporadas 2006-07, 2007-08  , 2008-09 e 2009-10. Conquistou o bicampeonato da Copa da Grécia nos anos de 2007 e 2008, nesta última foi premiado como melhor jogador, o vice-campeonato em 2009, e o tricampeonato em 2010 momento que também foi o melhor jogador, ainda obteve os vice-campeonatos nas edições da Supercopa da Grécia nos anos de 2007 e 2008.
E na temporada de 2007-08 disputou a correspondente Liga dos Campeões da Europa e com o time do Panathinaikos A.O chegou a fase dos Playoffs 6, novamente competindo neste torneio na jornada 2008-09, não passando pela fase de grupos, quando competiu no Grupo F e na temporada 2009-10 desta competição avançou do Grupo E para fase dos Playoffs 12. Ainda por esse clube grego disputou a edição da Copa CEV de 2008-09, na qual conquistou na cidade de Atenas a medalha de prata, mas destacou-se como o maior pontuador e eleito o melhor jogador da competição.
Nas competições de 2010-11 transferiu-se para o clube turco do Arkas Spor Kulübü sendo campeão em 2011 da Copa da Turquia e da Supercopa da Turquia, além do vice-campeonato da Liga A Turca sendo o maior pontuador da competição e disputou a edição da Challenge Cup de 2010-11, cujas finais ocorreram nas cidades de Macerata e Esmirna finalizando com a medalha de prata e destacando-se na partida final e foi o melhor jogador.
Convocado para a temporada de 2011 da seleção principal em preparação para os Jogos Pan-Americanos de Guadalajara, Jogos Sul-Americanos e o Torneio Pré-olímpico para Londres 2012, este sediado em  Almirante Brown e que ele disputou, não obtendo a qualificação olímpica.
Nas competições do período seguinte permanece no Arkas Spor Kulübü e novamente alcança o vice-campeonato da Liga A Turca 2011-12 e disputou a edição da Liga dos Campeões da Europa de 2011-12, disputando a fase final  em Łodz e encerrando na quarta posição.
No período 2012-13 compete novamente pelo Arkas Spor Kulübü  e disputou a sétima edição do Memorial Zdzisław Ambroziak em Varsóvia e sagrou-se vice-campeão e foi o melhor atacante do campeonato e conquistou o título da correspondente Liga A Turca, sendo o melhor jogador da competição, maior pontuador e melhor atacante; também nesta temporada disputou a edição da Liga dos Campeões da Europa e finalizou na quinta posição.
Em uma nova experiência acertou com o clube sul-coreano  Hyundai Capital Skywalkers, conquistando o vice-campeonato na Liga A Sul-Coreana ( V-League) na temporada 2013-14; no começo dessa temporada sofreu uma lesão no tornozelo e contribuiu com 53,3% nos pontos da equipe, total de 1.058 pontos, e renovou para a temporada 2014-15, deixando o time pouco tempo depois.
Defendeu as cores colombianas na edição do Torneio Qualificatório para Copa do Mundo do Japão em 2015, realizado em Cali ocasião que finalizou na quarta posição, mas foi o destaque do torneio sendo reconhecido como o melhor jogador.
Depois foi contratado pelo Galatasaray HDI Sigorta para a jornada 2015-16 quando finalizou em sexto lugar.Alcançou também a nona posição na edição da Challenge Cup de 2015-16
 e o vigésimo primeiro lugar na Copa CEV 2015-16
Nas competições de 2016-17 voltou ao voleibol grego pela equipe do  Olympiacos Piraeus conquistando o vice-campeonato na correspondente Liga A grega e sagrou-se também campeão da Copa da Grécia 2016-17, e finalizou na décima sétima colocação na Copa CEV 2016-17.
Pela primeira vez atua no voleibol iraniano,  quando defendeu as cores do  Paykan Teheran na jornada esportiva 2017-18, mas o mau desempenho da equipe, gerando insatisfação com o desempenho de Liberman, sendo retirado do time, mas no restante da temporada foi contratado pelo Sporting CP e conquistou o título da Liga A Portuguesa de 2017-18. Foi anunciado como reforço do time sul-coreano Woori Card Wibee.
Pela seleção de seu pais disputou a sexta edição dos Jogos Centro-Americanos e do Caribe de 2018, sediado em Barranquilla, contribuindo para a equipe chegar a inédita final do torneio e finalizou com a medalha de prata e foi premiado como o maior pontuador da edição.

## Títulos e resultados
- Torneio Qualificatório Sul-Americano para Copa do Mundo:2015[35]
- Campeonato Sul-Americano:2005[4]
- Liga dos Campeões da Europa:2011-12[26]
- Liga A Portuguesa:201-18[47]
- Liga A Turca:2012-13[29]
- Liga A Sul-Coreana:2013-14
- Liga A Turca: 2010-11[19] e 2011-12[24]
- Copa da Turquia:2011[19]
- Supercopa da Turquia:2011[19]
- Liga A Grega: 2006-07,[6]2007-08,[6]2008-09[6] e 2009-10[6]
- Liga A Grega:2016-17
- Supercopa da Grécia: 2007[11] e 2008[12]
- Copa da Grécia: 2007,[7] 2008[8] e 2010[10] e 2016-17[42]
- Copa da Grécia:2009[9]
- Memorial Zdzisław Ambroziak:2012[27]

## Premiações individuais
- Maior Pontuador dos Jogos Centro-Americanos e do Caribe de 2018[49]
- MVP do Torneio Qualificatório Sul-Americano para Copa do Mundo de 2015[35]
- MVP da Liga A Turca de 2012-13[30]
- Melhor Atacante da Liga A Turca de 2012-13[30]
- Maior Pontuador da Liga A Turca de 2012-13[30]
- Melhor Atacante do Memorial Zdzisław Ambroziak de 2012[28]
- MVP da Taça Challenge de 2010-11[3]
- MVP da Liga A Turca de 2010-11[3]
- MVP da Taça CEV de 2008-09[3]
- Maior Pontuador da Taça CEV de 2008-09[3]
- MVP da Copa da Grécia de 2009[10]
- MVP da Copa da Grécia de 2008[8]